# Systematik der Haie
Systematik der Haie. Als Haie (Selachii) werden acht Ordnungen der Neoselachii (rezente Haie und Rochen) aus der Unterklasse der Plattenkiemer (Elasmobranchii) bezeichnet. Sie bestehen aus den beiden Überordnungen Galeomorphii und Squalomorphii.

## Galeomorphii

### Stierkopfhaiartige (Heterodontiformes)
- Ordnung der Stierkopfhaiartigen (Heterodontiformes Berg, 1940)
  - Familie: Stierkopfhaie (Heterodontidae Gray, 1851)
    - Gattung: Stierkopfhaie (Heterodontus Blainville, 1816)
      - Hornhai (Heterodontus fancisci (Girard, 1855))
      - Kamm-Stierkopfhai (Heterodontus galeatus (Günther, 1870))
      - Japanischer Stierkopfhai (Heterodontus japonicus Maclay & Macleay, 1884)
      - Mexikanischer Stierkopfhai (Heterodontus mexicanus Taylor & Castro-Aguirre, 1972)
      - Heterodontus omanensis Baldwin, 2005
      - Port-Jackson-Stierkopfhai (Heterodontus portusjacksoni (Meyer, 1793))
      - Galapagos-Stierkopfhai (Heterodontus quoyi (Fréminville, 1840))
      - Weißgepunkteter Stierkopfhai (Heterodontus ramalheira (Smith, 1949))
      - Zebra-Stierkopfhai (Heterodontus zebra (Gray, 1831))

    - Gattung: † Paracestracion Koken, 1911

### Ammenhaiartige (Orectolobiformes)
- Ordnung der Ammenhaiartigen (Orectolobiformes Applegate, 1972)
  - Unterordnung: Parascyllioidei Applegate, 1974
    - Familie: Kragenteppichhaie (Parascyllidae Gill, 1862)
      - Gattung: Cirrhoscyllium Smith & Radcliffe in Smith, 1913
        - Bartel-Teppichhai (Cirrhoscyllium expolitum Smith & Radcliffe in Smith, 1913)
        - Taiwanischer Teppichhai (Cirrhoscyllium formosanum Teng, 1959)
        - Sattel-Teppichhai (Cirrhoscyllium japonicum Kamohara, 1943)

      - Gattung: Parascyllium Gill, 1862
        - Kragenband-Teppichhai (Parascyllium collare Ramsay & Ogilby, 1888)
        - Parascyllium elongatum Last & Stevens, 2008
        - Rostfarbener Teppichhai (Parascyllium ferrugineum McCulloch, 1911)
        - Parascyllium sparsimaculatum Goto & Last, 2002
        - Halsband-Teppichhai (Parascyllium variolatum (Duméril, 1853))

  - Unterordnung: Orectoloboidei Applegate, 1974
    - Familie: Brachaeluridae Applegate, 1974
      - Gattung: Blindhaie (Brachaelurus Ogilby, 1907)
        - Blaugrauer Blindhai (Brachaelurus colcloughi Ogilby, 1908)
        - Blindhai (Brachaelurus waddi (Bloch & Schneider, 1801))

    - Familie: Teppichhaie (Orectolobidae Gill, 1896)
      - Gattung: Fransenteppichhaie (Eucrossorhinus Regan, 1908)
        - Fransenteppichhai (Eucrossorhinus dasypogon (Bleeker, 1867))

      - Gattung: Echte Teppichhaie (Orectolobus Bonaparte, 1834)
        - Blumenornament-Teppichhai (Orectolobus floridus Last & Chidlow, 2008)[1]
        - Orectolobus halei Whitley, 1940
        - Westlicher Teppichhai (Orectolobus hutchinsi Last, Chidlow & Compagno, 2006)[2]
        - Japanischer Teppichhai (Orectolobus japonicus Regan, 1906)
        - Orectolobus leptolineatus Last, Pogonoski & White, 2010[3]
        - Gemeiner Teppichhai oder Wobbegong (Orectolobus maculatus (Bonnaterre, 1788))
        - Ornament-Teppichhai (Orectolobus ornatus (De Vis, 1883))
        - Kleingepunkteter Teppichhai (Orectolobus parvimaculatus Last & Chidlow, 2008)[1]
        - Orectolobus reticulatus Last, Pogonoski & White, 2008
        - Nördlicher Teppichhai (Orectolobus wardi Whitley, 1939)

      - Gattung: Warzen-Teppichhaie (Sutorectus Whitley, 1939)
        - Warzen-Teppichhai (Sutorectus tentaculatus (Peters, 1864))

    - Familie: Bambushaie (Hemiscylliidae Gill, 1896)
      - Gattung: Chiloscyllium Müller & Henle, 1837
        - Arabischer Bambushai (Chiloscyllium arabicum Gubanov in Gubanov & Shleib, 1980)
        - Burmesischer Bambushai (Chiloscyllium burmensis Dingerkus & DeFino, 1983)
        - Blaugepunkteter Bambushai (Chiloscyllium caerulopunctatum Pellegrin, 1914) – Population des Weißgepunkteten Bambushais im Küstengebiet Madagaskars wird häufig als eigene Art dargestellt
        - Grauer Bambushai (Chiloscyllium griseum Müller & Henle, 1838)
        - Indonesischer Bambushai (Chiloscyllium hasselti Bleeker, 1852)
        - Schlanker Bambushai (Chiloscyllium indicum (Gmelin, 1789))
        - Weißgepunkteter Bambushai (Chiloscyllium plagiosum (Anonymous [Bennett], 1830))
        - Braungebänderter Bambushai (Chiloscyllium punctatum Müller & Henle, 1838)

      - Gattung: Epaulettenhaie (Hemiscyllium Müller & Henle, 1838)
        - Freycinets Epaulettenhai (Hemiscyllium freycineti (Quoy & Gaimard, 1824))
        - Hemiscyllium galei Allen & Erdmann, 2008
        - Hemiscyllium halmahera Allen & Erdmann, 2013
        - Papua-Epaulettenhai (Hemiscyllium halstromi Whitley, 1967)
        - Hemiscyllium henryi Allen & Erdmann, 2008
        - Hemiscyllium michaeli Allen & Dudgeon, 2010
        - Epaulettenhai (Hemiscyllium ocellatum (Bonnaterre, 1788))
        - Hauben-Epaulettenhai (Hemiscyllium strahani Whitley, 1967)
        - Gefleckter Epaulettenhai (Hemiscyllium trispeculare Richardson, 1843)

    - Familie: Zebrahaie (Stegostomatidae Gill, 1862)
      - Gattung: Zebrahaie (Stegostoma Müller & Henle, 1837)
        - Zebrahai (Stegostoma fasciatum (Hermann, 1783))

    - Familie: Ammenhaie (Ginglymostomatidae Gill, 1862)
      - Gattung: Echte Ammenhaie (Ginglymostoma Hermann, 1783)
        - Atlantischer Ammenhai (Ginglymostoma cirratum (Bonnaterre, 1788))
        - Ginglymostoma unami Del Moral-Flores, Ramírez-Antonio, Angulo & Pérez-Ponce de León, 2015

      - Gattung: Nebrius Rüppel, 1837
        - Indopazifischer Ammenhai (Nebrius ferrugineus (Lesson, 1831))

      - Gattung: Pseudoginglymostoma (Pseudoginglymostoma Dingerkus, 1986)
        - Kurzschwanz-Ammenhai (Pseudoginglymostoma brevicaudatum (Günther in Playfair & Günther, 1867))

    - Familie: Walhaie (Rhincodontidae Müller & Henle, 1839)
      - Gattung: Walhaie (Rhincodon Smith, 1828)
        - Walhai (Rhincodon typus Smith, 1828)

### Makrelenhaiartige (Lamniformes)
- Ordnung der Makrelenhaiartigen (Lamniformes Berg, 1958)
  - Familie: † Anacoracidae Cappetta, 1987
    - Gattung: † Squalicorax Cappetta, 1987

  - Familie: Carchariidae Müller & Henle, 1838
    - Gattung: Carcharias Rafinesque, 1810
      - Sandtigerhai (Carcharias taurus Rafinesque, 1810)

  - Familie: Odontaspididae Müller & Henle, 1839
    - Gattung: Kleinzahn-Sandtigerhaie (Odontaspis Agassiz, 1838)
      - Schildzahnhai (Odontaspis ferox (Risso, 1810))
      - Großaugen-Sandtigerhai (Odontaspis noronhai (Maul, 1955))

  - Familie: Koboldhaie (Mitsukurinidae Jordan, 1898)
    - Gattung: † Anomotodon Arambourg, 1952
    - Gattung: Mitsukurina Jordan, 1898
      - Koboldhai (Mitsukurina owstoni Jordan, 1898)

    - Gattung: † Protoscapanorhynchus  Glikman, 1980
    - Gattung: † Pseudoscapanorhynchus Herman, 1977
    - Gattung: † Scapanorhynchus Woodward, 1889
    - Gattung: † Woellsteinia Reinecke, Stapf & Raisch, 2001

  - Familie: Krokodilhaie (Pseudocarchariidae Compagno, 1973)
    - Gattung: Krokodilhaie (Pseudocarcharias Cadenat, 1963)
      - Krokodilhai (Pseudocarcharias kamoharai (Matsubara, 1936))

  - Familie: Riesenmaulhaie (Megachasmidae Taylor, Compagno & Struhsaker, 1983)
    - Gattung: Riesenmaulhaie (Megachasma Taylor, Compagno & Struhsaker, 1983)
      - Riesenmaulhai (Megachasma pelagios Taylor, Compagno & Struhsaker, 1983)

  - Familie: Fuchshaie (Alopiidae Bonaparte, 1838)
    - Gattung: Fuchshaie (Alopias Rafinesque, 1810)
      - Pazifischer Fuchshai (Alopias pelagicus Nakamura, 1935)
      - Großaugen-Fuchshai (Alopias superciliosus Lowe, 1841)
      - Gemeiner Fuchshai (Alopias vulpinus (Bonnaterre, 1788))

  - Familie: Riesenhaie (Cetorhinidae Gill, 1862)
    - Gattung: Riesenhaie (Cetorhinus Blainville, 1816)
      - Riesenhai (Cetorhinus maximus (Gunnerus, 1765))

  - Familie: † Cretoxyrhinidae Glikman, 1958
    - Gattung: † Cretoxyrhina Glikman, 1958
    - Gattung: † Palaeocarcharodon Casieer, 1960

  - Familie: Makrelenhaie (Lamnidae Müller & Henle, 1838)
    - Gattung: Carcharodon Smith in Müller & Henle, 1838
      - Weißer Hai (Carcharodon carcharias (Linnaeus, 1758))

    - Gattung: Makohaie (Isurus Rafinesque, 1810)
      - † Isurus hatalis (Agassiz, 1843)
      - Kurzflossen-Mako (Isurus oxyrinchus Rafinesque, 1810)
      - Langflossen-Mako (Isurus paucus Guitart Manday, 1966)

    - Gattung: Heringshaie (Lamna Cuvier, 1816)
      - Lachshai (Lamna ditropis Hubbs & Follett, 1947)
      - Heringshai (Lamna nasus (Bonnaterre, 1788))

  - Familie: † Otodontidae Glikman, 1964
    - Gattung: † Otodus Agassiz, 1843
      - † Megalodon oder Riesenzahnhai (Otodus megalodon (Agassiz, 1835))

    - Gattung: † Cretalamna Glikman, 1958
    - Gattung: † Dwardius Siverson, 1999
    - Gattung: † Megalolamna Shimada, Chandler, Lam, Tanaka & Ward, 2016
    - Gattung: † Megaselachus Glikman, 1964
    - Gattung: † Parotodus Cappetta, 1980

### Grundhaiartige (Carcharhiniformes)
- Ordnung der Grundhaiartigen (Carcharhiniformes Compagno, 1977)
  - Familie: Katzenhaie (Scyliorhinidae Gill, 1862)
    - Unterfamilie: Cephaloscylliinae Fowler, 1947
      - Gattung: Schwellhaie (Cephaloscyllium Gill, 1862)
        - Cephaloscyllium albipinnum Last, Motomura & White, 2008[4]
        - Kreisflecken-Schwellhai (Cephaloscyllium circulopullum Yano, Ahmad & Gambang, 2005) (möglicherweise Synonym von Cephaloscyllium sarawakensis)
        - Cephaloscyllium cooki Last, Séret & White, 2008[5]
        - Netz-Schwellhai (Cephaloscyllium fasciatum Chan, 1966)
        - Cephaloscyllium hiscosellum White & Ebert, 2008
        - Damebretthai (Cephaloscyllium isabellum (Bonnaterre, 1788))
        - Australischer Schwellhai (Cephaloscyllium laticeps (Duméril, 1853))
        - Cephaloscyllium parvum Inoue & Nakaya, 2006 (möglicherweise Synonym von Cephaloscyllium sarawakensis)
        - Cephaloscyllium pictum Last, Séret & White, 2008
        - Sarawak-Schwellhai (Cephaloscyllium sarawakensis Yano & Gambang, 2005)
        - Cephaloscyllium signourum Last, Séret & White, 2008
        - Indischer Schwellhai (Cephaloscyllium silasi (Talwar, 1974))
        - Cephaloscyllium speccum Last, Séret & White, 2008
        - Cephaloscyllium stevensi Clark & Randall, 2011
        - Ballonhai (Cephaloscyllium sufflans (Regan, 1921))
        - Gefleckter Schwellhai (Cephaloscyllium umbratile Jordan & Fowler, 1903)
        - Cephaloscyllium variegatum Last & White, 2008
        - Schwellhai (Cephaloscyllium ventriosum (Garman, 1880))
        - Cephaloscyllium zebrum Last & White, 2008

    - Unterfamilie: Schroederichthyinae Compagno, 1988
      - Gattung: Akheilos White, Fahmi & Weigmann[6]
        - Akheilos suwartanai White, Fahmi & Weigmann

      - Gattung: Schmalschwanz-Katzenhaie (Schroederichthys Springer, 1966)
        - Schmalmaul-Katzenhai (Schroederichthys bivius (Müller & Henle, 1838))
        - Rotgefleckter Katzenhai (Schroederichthys chilensis (Guichenot, 1848))
        - Schmalschwanz-Katzenhai (Schroederichthys maculatus Springer, 1966)
        - Eidechsen-Katzenhai (Schroederichthys saurisqualus Soto, 2001)
        - Schlanker Katzenhai (Schroederichthys tenuis Springer, 1966)

    - Unterfamilie: Scyliorhininae Gill, 1862
      - Gattung: Korallen-Katzenhaie (Atelomycterus Garman, 1913)
        - Bali-Katzenhai (Atelomycterus baliensis (White, Last & Dharmadi, 2005))
        - Atelomycterus erdmanni Fahmi & White, 2015
        - Gestreifter Sand-Katzenhai (Atelomycterus fasciatus (Compagno & Stevens, 1993))
        - Australischer Marmor-Katzenhai (Atelomycterus macleayi (Whitley, 1939))
        - Korallen-Katzenhai (Atelomycterus marmoratus (Anonymous [Bennett], 1830))
        - Östlicher gestreifter Katzenhai (Atelomycterus marnkalha (Jacobsen & Bennett, 2007))

      - Gattung: Schwarzgefleckte Katzenhaie (Aulohalaelurus Fowler, 1934)
        - Neukaledonischer Katzenhai (Aulohalaelurus kanakorum (Séret, 1990))
        - Australischer schwarzgefleckter Katzenhai (Aulohalaelurus labiosus (Waite, 1905))

      - Gattung: Bythaelurus Compagno, 1988
        - Arabischer Katzenhai (Bythaelurus alcocki (Garman, 1913))
        - Bythaelurus bachi Weigmann, Ebert, Clerkin, Stehmann & Naylor, 2016
        - Schwarzer Katzenhai (Bythaelurus canescens (Günther, 1878))
        - Breitkopf-Katzenhai (Bythaelurus clevai (Séret, 1987))
        - Neuseeländischer Katzenhai (Bythaelurus dawsoni (Springer, 1971))
        - Bythaelurus giddingsi McCosker, Long & Baldwin, 2012
        - Stacheliger Katzenhai (Bythaelurus hispidus (Alcock, 1891))
        - Fleckenloser Katzenhai (Bythaelurus immaculatus (Chu & Meng, 1982))
        - Bythaelurus incanus Last & Stevens, 2008
        - Morast-Katzenhai (Bythaelurus lutarius (Springer & D’Aubrey, 1972))
        - Bythaelurus naylori Ebert & Clerkin, 2015
        - Bythaelurus stewarti Weigmann, Kaschner & Thiel, 2018
        - Bythaelurus tenuicephalus Kaschner, Weigmann & Thiel, 2015
        - Bythaelurus vivaldii Weigmann & Kaschner, 2017

      - Gattung: Figaro Whitley, 1928
        - Australischer Sägeschwanz-Katzenhai (Figaro boardmani (Whitley, 1928))
        - Nördlicher Sägeschwanzhai (Figaro striatus Gledhill, Last & White, 2008)

      - Gattung: Scheuhaie (Haploblepharus Garman, 1913)
        - Puffotter-Katzenhai (Haploblepharus edwardsii (Schinz, 1822))
        - Brauner Katzenhai (Haploblepharus fuscus Smith, 1950)
        - Natal-Katzenhai (Haploblepharus kistnasamyi Human & Compagno, 2006)
        - Dunkler Katzenhai (Haploblepharus pictus (Müller & Henle, 1838))

      - Gattung: Bartel-Katzenhaie (Poroderma Smith, 1838)
        - Pyjamahai (Poroderma africanum (Gmelin, 1789))
        - Leopard-Katzenhai (Poroderma pantherinum (Müller & Henle, 1838))

      - Gattung: Gefleckte Katzenhaie (Scyliorhinus Blainville, 1816)[7]
        - Boa-Katzenhai (Scyliorhinus boa (Goode & Bean, 1896))
        - Scyliorhinus cabofriensis Soares, Gomes & De Carvalho, 2016[8]
        - Kleingefleckter Katzenhai (Scyliorhinus canicula (Linnaeus, 1758))
        - Gelbgefleckter Katzenhai (Scyliorhinus capensis (Müller & Henle, 1838))
        - Westafrikanischer Katzenhai (Scyliorhinus cervigoni (Maurin & Bonnet, 1970))
        - Scyliorhinus comoroensis Compagno, 1988
        - Scyliorhinus duhamelii (Garman, 1913)
        - Braungefleckter Katzenhai (Scyliorhinus garmani (Fowler, 1934))
        - Getüpfelter Katzenhai (Scyliorhinus haeckelii (Miranda Ribeiro, 1907))
        - Weissrücken-Katzenhai (Scyliorhinus hesperius (Springer, 1966))
        - Fleckiger Katzenhai (Scyliorhinus meadi (Springer, 1966))
        - Kettenkatzenhai (Scyliorhinus retifer (Garman, 1881))
        - Großgefleckter Katzenhai (Scyliorhinus stellaris (Linnaeus, 1758))
        - Scyliorhinus torazame (Tanaka, 1908)
        - Zwerg-Katzenhai (Scyliorhinus torrei (Fowler, 1941))
        - Scyliorhinus ugoi Soares, Gomes & Gadig, 2015

  - Familie: Pentanchidae Smith, 1912
    - Gattung: Geisterkatzenhaie (Apristurus Garman, 1913)
      - Flachnasen-Katzenhai (Apristurus acanutus Chu, Meng & Li, 1985) (möglicherweise Synonym von Apristurus platyrhynchus)
      - Weisslicher Katzenhai (Apristurus albisoma Nakaya & Séret, 1999)
      - Rauhaut-Katzenhai (Apristurus ampliceps Sasahara, Sato & Nakaya, 2008)
      - Heller Tiefwasserkatzenhai (Apristurus aphyodes Nakaya & Stehmann, 1998)
      - Pinocchio-Katzenhai (Apristurus australis Sato, Nakaya & Yorozu, 2008)
      - Apristurus breviventralis Kawauchi, Weigmann & Nakaya, 2014
      - Apristurus brunneus (Gilbert, 1892)
      - Großkopf-Katzenhai (Apristurus bucephalus White, Last & Pogonoski, 2008)
      - Grauer Katzenhai (Apristurus canutus Springer & Heemstra, 1979)
      - Bleicher Katzenhai (Apristurus exsanguis Sato, Nakaya & Stewart, 1999)
      - Dicker Katzenhai (Apristurus fedorovi Dolganov, 1983)
      - Apristurus garricki Sato, Stewart & Nakaya, 2013
      - Buckelkatzenhai (Apristurus gibbosus Meng, Chu & Li, 1985)
      - Langflossiger Katzenhai (Apristurus herklotsi (Fowler, 1934))
      - Kleinbäuchiger Katzenhai (Apristurus indicus (Brauer, 1906))
      - Apristurus internatus Deng, Xiong & Zhan, 1988
      - Breitnasenkatzenhai (Apristurus investigatoris (Misra, 1962))
      - Japanischer Katzenhai (Apristurus japonicus Nakaya, 1975)
      - Langnasiger Katzenhai (Apristurus kampae Taylor, 1972)
      - Island-Tiefwasserkatzenhai (Apristurus laurussonii (Saemundsson, 1922))
      - Langköpfiger Katzenhai (Apristurus longicephalus Nakaya, 1975)
      - Flachköpfiger Katzenhai (Apristurus macrorhynchus (Tanaka, 1909))
      - Breitmaulkatzenhai (Apristurus macrostomus Chu, Meng & Li, 1985)
      - Geister-Tiefwasserkatzenhai (Apristurus manis (Springer, 1966))
      - Fleischnasen-Katzenhai (Apristurus melanoasper Iglésias, Nakaya & Stehmann, 2004)
      - Kleinaugen-Tiefwasserkatzenhai (Apristurus microps (Gilchrist, 1922))
      - Kleinrückenkatzenhai (Apristurus micropterygeus Meng, Chu & Li, 1986)
      - Apristurus nakayai Iglésias, 2013
      - Grossnasen-Tiefwasserkatzenhai (Apristurus nasutus de Buen, 1959)
      - Kleinflossenkatzenhai (Apristurus parvipinnis Springer & Heemstra, 1979)
      - Fetter Katzenhai (Apristurus pinguis Deng, Xiong & Zhan, 1983)
      - Spatelnasenkatzenhai (Apristurus platyrhynchus (Tanaka, 1909))
      - Tiefwasserkatzenhai (Apristurus profundorum (Goode & Bean, 1896))
      - Breitkiemenkatzenhai (Apristurus riveri Bigelow & Schroeder, 1944)
      - Saldanha-Katzenhai (Apristurus saldanha (Barnard, 1925))
      - Blasser Katzenhai (Apristurus sibogae (Weber, 1913))
      - Chinesischer Katzenhai (Apristurus sinensis Chu & Hu, 1981)
      - Schwammkopfkatzenhai (Apristurus spongiceps (Gilbert, 1905))
      - Panama-Geisterkatzenhai (Apristurus stenseni (Springer, 1979))

    - Gattung: Australische gefleckte Katzenhaie (Asymbolus Whitley, 1939)
      - Australischer Flecken-Katzenhai (Asymbolus analis (Ogilby, 1885))
      - Flecken-Katzenhai (Asymbolus funebris Compagno, Stevens & Last, 1999)
      - Asymbolus galacticus Séret & Last, 2008
      - Westlicher Flecken-Katzenhai (Asymbolus occiduus Last, Gomon & Gledhill, 1999)
      - Hellgefleckter Katzenhai (Asymbolus pallidus Last, Gomon & Gledhill, 1999)
      - Asymbolus parvus Compagno, Stevens & Last, 1999
      - Asymbolus rubiginosus Last, Gomon & Gledhill, 1999
      - Abgewandelter Katzenhai (Asymbolus submaculatus Compagno, Stevens & Last, 1999)
      - Golf-Katzenhai (Asymbolus vincenti (Zietz, 1908))

    - Gattung: Kaulquappen-Katzenhaie (Cephalurus Bigelow & Schroeder, 1941)
      - Kaulquappen-Katzenhai (Cephalurus cephalus (Gilbert, 1892))
      - Südlicher Kaulquappen-Katzenhai (Cephalurus sp. A; bislang nicht beschrieben)

    - Gattung: Sägeschwanz-Katzenhaie (Galeus Rafinesque, 1810)
      - Antillen-Katzenhai (Galeus antillensis Springer, 1979)
      - Rauhschwanz-Katzenhai (Galeus arae (Nichols, 1927))
      - Atlantischer Sägeschwanzhai (Galeus atlanticus (Vaillant, 1888))
      - Langflossen-Sägeschwanz-Katzenhai (Galeus cadenati Springer, 1966)
      - Galeus corriganae White, Mana & Naylor, 2016
      - Gecko-Katzenhai (Galeus eastmani (Jordan & Snyder, 1904))
      - Schlanker Sägeschwanz-Katzenhai (Galeus gracilis Compagno & Stevens, 1993)
      - Langnasen-Sägeschwanz-Katzenhai (Galeus longirostris Tachikawa & Taniuchi, 1987)
      - Fleckhai (Galeus melastomus Rafinesque, 1810)
      - Südlicher Sägeschwanz-Katzenhai (Galeus mincaronei Soto, 2001)
      - Maus-Sägeschwanzhai (Galeus murinus (Collett, 1904))
      - Breitflossen-Sägeschwanz-Katzenhai (Galeus nipponensis Nakaya, 1975)
      - Pfeffer-Katzenhai (Galeus piperatus Springer & Wagner, 1966)
      - Afrikanischer Sägeschwanz-Katzenhai (Galeus polli Cadenat, 1959)
      - Galeus priapus Séret & Last, 2008
      - Schwarzspitzen-Sägeschwanz-Katzenhai (Galeus sauteri (Jordan & Richardson, 1909))
      - Zwerg Sägeschwanz-Katzenhai (Galeus schultzi Springer, 1979)
      - Springers-Sägeschwanz-Katzenhai (Galeus springeri Konstantinou & Cozzi, 1998)

    - Gattung: Tiger-Katzenhaie (Halaelurus Gill, 1862)
      - Gesprenkelter Katzenhai (Halaelurus boesemani Springer & D'Aubrey, 1972)
      - Schwarzgepunkteter Katzenhai (Halaelurus buergeri (Müller & Henle, 1838))
      - Gebänderter Katzenhai (Halaelurus lineatus Bass, D'Aubrey & Kistnasamy, 1975)
      - Halaelurus maculosus White, Last & Stevens, 2007
      - Tiger-Katzenhai (Halaelurus natalensis (Regan, 1904))
      - Quagga-Katzenhai (Halaelurus quagga (Alcock, 1899))
      - Rostfarbener Katzenhai (Halaelurus sellus White, Last & Stevens, 2007)

    - Gattung: Izak-Katzenhaie (Holohalaelurus Fowler, 1934)
      - Holohalaelurus favus Human, 2006
      - Holohalaelurus grennian Human, 2006
      - Tropischer Izak-Katzenhai (Holohalaelurus melanostigma (Norman, 1939))
      - Afrikanischer gepunkteter Katzenhai (Holohalaelurus punctatus (Gilchrist, 1914))
      - Izak-Katzenhai (Holohalaelurus regani (Gilchrist, 1922))

    - Gattung: Feilschwanz-Katzenhaie (Parmaturus Fowler, 1934)
      - Parmaturus albimarginatus Séret & Last, 2007
      - Parmaturus albipenis Séret & Last, 2007
      - Parmaturus bigus Séret & Last, 2007
      - Campeche-Katzenhai (Parmaturus campechiensis Springer, 1979)
      - Samt-Katzenhai (Parmaturus lanatus Séret & Last, 2007)
      - McMillans-Katzenhai (Parmaturus macmillani Hardy, 1985)
      - Schwarzkiemen-Katzenhai (Parmaturus melanobranchus (Chan, 1966))
      - Salamander-Katzenhai (Parmaturus pilosus Garman, 1906)
      - Feilschwanz-Katzenhai (Parmaturus xaniurus (Gilbert, 1892))

    - Gattung: Pentanchus Smith & Radcliffe in Smith, 1912
      - Einflossen-Katzenhai (Pentanchus profundicolus Smith & Radcliffe, 1912)

  - Familie: Falsche Katzenhaie (Proscylliidae Blainville, 1816)
    - Gattung: Ctenacis (Ctenacis Compagno, 1973)
      - Harlekin-Katzenhai (Ctenacis fehlmanni (Springer, 1968))

    - Gattung: Bandschwanz-Katzenhaie (Eridacnis Smith, 1913)
      - Kubanischer Bandschwanz-Katzenhai (Eridacnis barbouri (Bigelow & Schroeder, 1944))
      - Pygmäen-Bandschwanz-Katzenhai (Eridacnis radcliffei Smith, 1913)
      - Afrikanischer Bandschwanz-Katzenhai (Eridacnis sinuans (Smith, 1957))

    - Gattung: Grazile Katzenhaie (Proscyllium Hilgendorf, 1904)
      - Graziler Katzenhai (Proscyllium habereri Hilgendorf, 1904)
      - Proscyllium magnificum Last & Vongpanich, 2004
      - Proscyllium venustum (Tanaka, 1912)

  - Familie: Pseudotriakidae Gill, 1893
    - Gattung: † Archaeotriakis Case, 1978
      - † Archaeotriakis rochelleae Case, 1978

    - Gattung: Gollum Compagno, 1973
      - Schlanker Glatthai (Gollum attenuatus (Garrick, 1954))
      - Gollum suluensis Last & Gaudiano, 2011
      - Gollum sp. B (unbeschriebene Art)

    - Gattung: Planonasus Weigmann, Stehmann & Thiel, 2013
      - Planonasus parini Weigmann, Stehmann & Thiel, 2013
      - Planonasus indicus Ebert, Akhilesh & Weigmann, 2018

    - Gattung: Pseudotriakis de Brito Capello, 1868
      - Falscher Marderhai (Pseudotriakis microdon de Brito Capello, 1868)

  - Familie: Schlankhaie (Leptochariidae Gray, 1851)
    - Gattung: Schlankhaie (Leptocharias Smith in Müller & Henle, 1838)
      - Smiths Schlankhai (Leptocharias smithii (Müller & Henle, 1839))

  - Familie: Glatthaie (Triakidae Gray, 1851)
    - Unterfamilie: Galeorhininae Gill, 1862
      - Gattung: Furgaleus Whitley, 1951
        - Schnauzbarthai (Furgaleus macki (Whitley, 1943))

      - Gattung: Galeorhinus (Galeorhinus Blainville, 1816)
        - Hundshai (Galeorhinus galeus (Linnaeus, 1758))

      - Gattung: Gogolia (Gogolia Compagno, 1973)
        - Segelflossen-Glatthai (Gogolia filewoodi Compagno, 1973)

      - Gattung: Hemitriakis Herre, 1923
        - Tiefsee-Sichelflossen-Hundshai (Hemitrakis abdita Compagno & Stevens, 1993)
        - Hemitrakis complicofasciata Takahashi & Nakaya, 2004
        - Sichelflossen-Hundshai (Hemitrakis falcata Compagno & Stevens, 1993)
        - Hemitriakis indroyonoi White, Compagno & Dharmadi, 2009
        - Japanischer Hundshai (Hemitrakis japanica (Müller & Henle, 1839))
        - Weissflossen-Hundshai (Hemitrakis leucoperiptera Herre, 1923)

      - Gattung: Hypogaleus Smith, 1957
        - Schwarzspitzen-Glatthai (Hypogaleus hyugaensis (Miyosi, 1939))

      - Gattung: Großaugen-Hundshaie (Iago Compagno & Springer, 1971)
        - Langnasen-Hundshai (Iago garricki Fourmanoir & Rivaton, 1979)
        - Großaugen-Hundshai (Iago omanensis (Norman, 1939))

    - Unterfamilie: Triakinae Gray, 1851
      - Gattung: Glatthaie (Mustelus Linck, 1790)
        - Mustelus albipinnis Castro-Aguirre, Atuna-Mendiola, Gonzáz-Acosta & De la Cruz-Agüero, 2005
        - Australischer Glatthai (Mustelus antarcticus Günther, 1870)
        - Weißgefleckter Glatthai (Mustelus asterias Cloquet, 1821)
        - Mustelus californicus Gill, 1864
        - Dunkler Glatthai (Mustelus canis (Mitchill, 1815))
        - Scharfzahn-Glatthai (Mustelus dorsalis Gill, 1864)
        - Gestreifter Glatthai (Mustelus fasciatus (Garman, 1913))
        - Fleckenloser Glatthai (Mustelus griseus Pietschmann, 1908)
        - Brauner Glatthai (Mustelus henlei (Gill, 1863))
        - Kleinaugen-Glatthai (Mustelus higmani Springer & Lowe, 1963)
        - Gefleckter Brackwasser-Glatthai (Mustelus lenticulatus Phillipps, 1932)
        - Sichelflossen-Glatthai (Mustelus lunulatus Jordan & Gilbert, 1882)
        - Sternenfleck-Glatthai (Mustelus manazo Bleeker, 1854)
        - Mustelus mangalorensis Cubelio, Remya & Kurup, 2011
        - Gefleckter Glatthai (Mustelus mento Cope, 1877)
        - Mustelus minicanis Heemstra, 1997
        - Arabischer Glatthai (Mustelus mosis Hemprich & Ehrenberg, 1899)
        - Grauer Glatthai (Mustelus mustelus (Linnaeus, 1758))
        - Schmalflossen-Glatthai (Mustelus norrisi Springer, 1939)
        - Weißgefleckter Glatthai (Mustelus palumbes Smith, 1957)
        - Schwarzpunkt-Glatthai (Mustelus punctulatus Risso, 1827)
        - Australischer grauer Glatthai (Mustelus ravidus White & Last, 2006)
        - Engnasen-Glatthai (Mustelus schmitti Springer, 1939)
        - Mustelus sinusmexicanus Heemstra, 1997
        - Mustelus stevensi White & Last, 2008
        - Mustelus walkeri White & Last, 2008
        - Buckeliger Glatthai (Mustelus whitneyi Chirichigno F., 1973)
        - Weißflossen-Glatthai (Mustelus widodoi White & Last, 2006)

      - Gattung: Scylliogaleus (Scylliogaleus Boulenger, 1902)
        - Nasenlappen-Hundshai (Scylliogaleus quecketti Boulenger, 1902)

      - Gattung: Leopardhaie (Triakis Müller & Henle, 1838)
        - Scharfflossen-Hundshai (Triakis acutipinna Kato, 1968)
        - Gepunkteter Hundshai (Triakis maculata Kner & Steindachner, 1867)
        - Scharfzahn-Hundshai (Triakis megalopterus (Smith, 1839))
        - Gebänderter Hundshai (Triakis scyllium Müller & Henle, 1839)
        - Leopardenhai (Triakis semifasciata Girard, 1855)

  - Familie: Wieselhaie (Hemigaleidae Hasse, 1879)
    - Gattung: Chaenogaleus Gill, 1862
      - Hakenzahnhai (Chaenogaleus macrostoma (Bleeker, 1852))

    - Gattung: Sichelflossen-Wieselhaie (Hemigaleus Bleeker, 1852)
      - Australischer Wieselhai (Hemigaleus australiensis White, Last & Compagno, 2005)
      - Sichelflossen-Wieselhai (Hemigaleus microstoma Bleeker, 1852)

    - Gattung: Hemipristis Agassiz, 1843
      - Fossilhai (Hemipristis elongata (Klunzinger, 1871))

    - Gattung: Scharfnasen-Wieselhaie (Paragaleus Budker, 1935)
      - Weißspitzen-Wieselhai (Paragaleus leucolomatus Compagno & Smale, 1985)
      - Atlantischer Wieselhai (Paragaleus pectoralis (Garman, 1906))
      - Schlanker Wieselhai (Paragaleus randalli Compagno, Krupp & Carpenter, 1996)
      - Glattzahn-Wieselhai (Paragaleus tengi (Chen, 1963))

  - Familie: Requiemhaie (Carcharhinidae Jordan & Evermann, 1896), auch Blau-, Grau-, Grund- oder Menschenhaie
    - Gattung: Carcharhinus Blainville, 1816
      - Schwarznasenhai (Carcharhinus acronotus (Poey, 1860))
      - Silberspitzenhai (Carcharhinus albimarginatus (Rüppell, 1837))
      - Großnasenhai (Carcharhinus altimus (Springer, 1950))
      - Graziler Hai (Carcharhinus amblyrhynchoides (Whitley, 1934))
      - Grauer Riffhai (Carcharhinus amblyrhynchos (Bleeker, 1856))
      - Schweinsaugenhai oder Javahai (Carcharhinus amboinensis (Müller & Henle, 1839))
      - Borneohai (Carcharhinus borneensis (Bleeker, 1858))
      - Bronzehai (Carcharhinus brachyurus (Günther, 1870))
      - Großer Schwarzspitzenhai (Carcharhinus brevipinna (Müller & Henle, 1839))
      - Nervöser Hai (Carcharhinus cautus (Whitley, 1945))
      - Carcharhinus cerdale Gilbert, 1898
      - Carcharhinus coatesi (Whitley, 1939)[9]
      - Weißwangenhai (Carcharhinus dussumieri (Müller & Henle, 1839))
      - Seidenhai (Carcharhinus falciformis (Müller & Henle, 1839))
      - Walbuchthai (Carcharhinus fitzroyensis (Whitley, 1943))
      - Galapagoshai (Carcharhinus galapagensis (Snodgrass & Heller, 1905))
      - Pondicherryhai (Carcharhinus hemiodon (Müller & Henle, 1839))
      - Carcharhinus humani White & Weigmann, 2014[10]
      - Feinzahnhai (Carcharhinus isodon (Müller & Henle, 1839))
      - Glattzahn-Schwarzspitzenhai (Carcharhinus leiodon Garrick, 1985)
      - Bullenhai oder Stierhai (Carcharhinus leucas (Müller & Henle, 1839))
      - Kleiner Schwarzspitzenhai (Carcharhinus limbatus (Müller & Henle, 1839))
      - Weißspitzen-Hochseehai (Carcharhinus longimanus (Poey, 1861))
      - Hartnasenhai (Carcharhinus macloti (Müller & Henle, 1839))
      - Carcharhinus macrops Liu, 1983
      - Schwarzspitzen-Riffhai (Carcharhinus melanopterus (Quoy & Gaimard, 1824))
      - Carcharhinus obsoletus White et al., 2019[11]
      - Schwarzhai oder Düsterer Hai (Carcharhinus obscurus (Lesueur, 1818))
      - Karibischer Riffhai (Carcharhinus perezii (Poey, 1876))
      - Sandbankhai (Carcharhinus plumbeus (Nardo, 1827))
      - Atlantischer Zwerghai (Carcharhinus porosus (Ranzani, 1839))
      - Schwarzfleckhai (Carcharhinus sealei (Pietschmann, 1913))
      - Atlantischer Nachthai (Carcharhinus signatus (Poey, 1868))
      - Fleckzahnhai oder Sorrahhai (Carcharhinus sorrah (Müller & Henle, 1839))
      - Australischer Schwarzspitzenhai (Carcharhinus tilstoni (Whitley, 1950))
      - Carcharhinus tjutjot (Bleeker, 1852)[9]

    - Gattung: Tigerhaie (Galeocerdo Müller & Henle, 1837)
      - Tigerhai (Galeocerdo cuvier (Péron & Lesueur in Lesueur, 1822))

    - Gattung: Flusshaie (Glyphis Agassiz, 1843)
      - Gangeshai (Glyphis gangeticus (Müller & Henle, 1839))
      - Speerzahnhai (Glyphis glyphis (Müller & Henle, 1839))
      - Irrawaddy-Flusshai (Glyphis siamensis (Steindachner, 1896))
      - Glyphis garricki Compagno, White & Last, 2008[12]
      - Borneo-Flusshai (Glyphis fowlerae Compagno, White & Cavanagh, 2010)[13]

    - Gattung: Dolchnasenhaie (Isogomphodon Gill, 1862)
      - Dolchnasenhai (Isogomphodon oxyrhynchos (Müller & Henle, 1839))

    - Gattung: Breitflossenhaie (Lamiopsis Gill, 1862)
      - Breitflossenhai (Lamiopsis temmincki (Müller & Henle, 1839))
      - Borneo-Breitflossenhai (Lamiopsis tephrodes (Fowler, 1905))[14]

    - Gattung: Schlitzaugenhaie (Loxodon Müller & Henle, 1838)
      - Schlitzaugenhai (Loxodon macrorhinus Müller & Henle, 1839)

    - Gattung: Weißnasenhaie (Nasolamia Compagno & Garrick, 1983)
      - Weißnasenhai (Nasolamia velox (Gilbert in Jordan & Evermann, 1898))

    - Gattung: Zitronenhaie (Negaprion Whitley, 1940)
      - Sichelflossen-Zitronenhai (Negaprion acutidens (Rüppell, 1837))
      - Zitronenhai (Negaprion brevirostris (Poey, 1868))

    - Gattung: Blauhaie (Prionace Cantor, 1849)
      - Blauhai (Prionace glauca (Linnaeus, 1758))

    - Gattung: Scharfnasenhaie (Rhizoprionodon Whitley, 1929)
      - Milchhai (Rhizoprionodon acutus (Rüppell, 1837))
      - Brasilianischer Scharfnasenhai (Rhizoprionodon lalandii (Müller & Henle, 1839))
      - Pazifischer Scharfnasenhai (Rhizoprionodon longurio (Jordan & Gilbert, 1882))
      - Grauer Scharfnasenhai (Rhizoprionodon oligolinx Springer, 1964)
      - Karibischer Scharfnasenhai (Rhizoprionodon porosus (Poey, 1861))
      - Australischer Scharfnasenhai (Rhizoprionodon taylori (Ogilby, 1915))
      - Atlantischer Scharfnasenhai (Rhizoprionodon terraenovae (Richardson, 1836))

    - Gattung: Spatennasenhaie (Scoliodon Müller & Henle, 1837)
      - Spatennasenhai (Scoliodon laticaudus (Müller & Henle, 1838))
      - Scoliodon macrorhynchos (Bleeker, 1858)[15]

    - Gattung: Weißspitzen-Riffhaie (Triaenodon Müller & Henle, 1837)
      - Weißspitzen-Riffhai (Triaenodon obesus (Rüppell, 1837))

  - Familie: Hammerhaie (Sphyrnidae Gill, 1872)
    - Gattung: Flügelkopfhaie (Eusphyra Gill, 1862)
      - Flügelkopfhai (Eusphyra blochii (Cuvier, 1816))

    - Gattung: Hammerhaie (Sphyrna Rafinesque, 1810)
      - Korona-Hammerhai (Sphyrna corona Springer, 1940)
      - Bogenstirn-Hammerhai oder Gekerbter Hammerhai (Sphyrna lewini (Griffith & Smith, 1834))
      - Löffelkopf-Hammerhai (Sphyrna media Springer, 1940)
      - Großer Hammerhai (Sphyrna mokarran (Rüppell, 1837))
      - Schaufelnasen-Hammerhai (Sphyrna tiburo (Linnaeus, 1758))
      - Kleinaugen-Hammerhai (Sphyrna tudes (Valenciennes, 1822))
      - Glatter Hammerhai (Sphyrna zygaena (Linnaeus, 1758))
      - Gilberts Hammerhai (Sphyrna gilberti Quattro, Driggers, Grady, Ulrich & Roberts, 2013)[16]

## Squalomorphii

### Grauhaiartige (Hexanchiformes)
- Ordnung der Grauhaiartigen (Hexanchiformes Buen, 1926)
  - Familie: Kragenhaie (Chlamydoselachidae Garman, 1884)
    - Gattung: Kragenhaie (Chlamydoselachus Garman, 1884)
      - Kragenhai (Chlamydoselachus anguineus (Garman, 1884))
      - Südafrikanischer Kragenhai (Chlamydoselachus africanus Ebert & Compagno)[17]

  - Familie: Kammzähnerhaie (Hexanchidae Gray, 1851), auch Grauhaie genannt
    - Gattung: Siebenkiemerhaie (Heptranchias Rafinesque, 1810)
      - Spitzkopf-Siebenkiemerhai (Heptranchias perlo (Bonnaterre, 1788))

    - Gattung: Sechskiemerhaie (Hexanchus Rafinesque, 1810)
      - † Hexanchus gracilis Davis, 1887
      - Stumpfnasen-Sechskiemerhai (Hexanchus griseus (Bonnaterre, 1788))
      - Großaugen-Sechskiemerhai (Hexanchus nakamurai Teng, 1962)
      - Hexanchus vitulus Springer & Waller, 1969

    - Gattung: Notorynchus Ayers, 1855
      - Breitnasen-Siebenkiemerhai (Notorynchus cepedianus (Péron, 1807))

### Dornhaiartige (Squaliformes)
- Ordnung der Dornhaiartigen (Squaliformes Goodrich, 1909)
  - Gattung: † Cretascymnus Cappetta, 1980
  - Gattung: † Protoxynotus Herman, 1975
  - Familie: Schlingerhaie (Centrophoridae Bleeker, 1859)
    - Gattung: Centrophorus Müller & Henle, 1837
      - Nadel-Dornhai (Centrophorus acus Garman, 1906) (möglicherweise Synonym von Centrophorus granulosus)
      - Zwerg-Schlingerhai (Centrophorus atromarginatus Garman, 1913)
      - Schlingerhai (Centrophorus granulosus (Bloch & Schneider, 1801))
      - Harrison’s Schlingerhai (Centrophorus harrissoni McCulloch, 1915)
      - Schwarzflossen-Schlinghai (Centrophorus isodon (Chu, Meng & Liu, 1981))
      - Centrophorus lesliei White et al., 2017
      - Centrophorus longipinnis White et al., 2017
      - Lusitanischer Schlingerhai (Centrophorus lusitanicus Barbosa du Bocage & de Brito Capello, 1864)
      - Kleinflossen-Schlingerhai (Centrophorus moluccensis Bleeker, 1860)
      - Taiwanischer Schlingerhai (Centrophorus niaukang Teng, 1959) (möglicherweise Synonym von Centrophorus granulosus)
      - Centrophorus robustus Deng, Xiong & Zhan, 1985 (möglicherweise Synonym von Centrophorus granulosus)
      - Centrophorus seychellorum Baranes, 2003
      - Blattschuppen-Schlingerhai (Centrophorus squamosus (Bonnaterre, 1788))
      - Mosaik-Schlingerhai (Centrophorus tessellatus Garman, 1906)
      - Centrophorus westraliensis White, Ebert & Compagno, 2008
      - Kleiner Schlingerhai (Centrophorus uyato (Rafinesque, 1810))
      - Centrophorus zeehaani White, Ebert & Compagno, 2008

    - Gattung: Deania Jordan & Snyder, 1902
      - Schnabeldornhai (Deania calcea (Lowe, 1839))
      - Rau-Langnasen-Dornhai (Deania histricosa (Garman, 1906))
      - Pfeilkopf-Dornhai (Deania profundorum (Smith & Radcliffe in Smith, 1912))
      - Langschnauzen-Dornhai (Deania quadrispinosum (McCulloch, 1915))

  - Familie: Dalatiidae Gray, 1851
    - Gattung: Dalatias Rafinesque, 1810
      - Schokoladenhai (Dalatias licha (Bonnaterre, 1788))

    - Gattung: Euprotomicroides Hulley & Penrith, 1966
      - Schwanzlichthai (Euprotomicroides zantedeschia (Hulley & Penrith, 1966))

    - Gattung: Euprotomicrus Gill, 1865
      - Pygmäenhai (Euprotomicrus bispinatus (Quoy & Gaimard, 1824))

    - Gattung: Heteroscymnoides Fowler, 1934
      - Langnasen-Pygmäenhai (Heteroscymnoides marleyi Fowler, 1934)

    - Gattung: Mollisquama Dolganov, 1984
      - Taschenhai (Mollisquama parini Dolganov, 1984)

    - Gattung: Zigarrenhaie (Isistius Gill, 1865)
      - Zigarrenhai (Isistius brasiliensis (Quoy & Gaimard, 1824))
      - Südchinesischer Zigarrenhai (Isistius labialis Meng, Zhu & Li, 1985)
      - Großzahn-Zigarrenhai (Isistius plutodus Garrick & Springer, 1964)

    - Gattung: Squaliolus Smith & Radcliffe in Smith, 1912
      - Kleinaugen-Pygmäenhai (Squaliolus aliae Teng, 1959)
      - Zwerghai (Squaliolus laticaudus Smith & Radcliffe in Smith, 1912)

  - Familie: Laternenhaie (Etmopteridae Fowler, 1934)
    - Gattung: Aculeola de Buen, 1959
      - Hakenzahn-Dornhai (Aculeola nigra de Buen, 1959)

    - Gattung: Centroscyllium Müller & Henle, 1841
      - Großflossen-Dornhai (Centroscyllium excelsum Shirai & Nakaya, 1990)
      - Fabricius-Dornhai (Centroscyllium fabricii (Reinhardt, 1825))
      - Gekörnter Dornhai (Centroscyllium granulatum Günther, 1887)
      - Nackter Dornhai (Centroscyllium kamoharai Abe, 1966)
      - Kammzahn-Dornhai (Centroscyllium nigrum Garman, 1899)
      - Ornament-Dornhai (Centroscyllium ornatum (Alcock, 1889))
      - Weißflossen-Dornhai (Centroscyllium ritteri Jordan & Fowler, 1903)

    - Gattung: † Eoetmopterus Müller & Schöllmann, 1989
    - Gattung: Etmopterus Rafinesque, 1810
      - Etmopterus alphus Ebert et al., 2016
      - Neuseeländischer Laternenhai (Etmopterus baxteri Garrick, 1957)
      - Etmopterus benchleyi Vásquez, Ebert & Long, 2015
      - Verschmierter Laternenhai (Etmopterus bigelowi Shirai & Tachikawa, 1993)
      - Kurzschwanz-Laternenhai (Etmopterus brachyurus Smith & Radcliffe, 1912)
      - Gestreifter Laternenhai (Etmopterus bullisi Bigelow & Schroeder, 1957)
      - Etmopterus burgessi Schaaf-Da Silva & Ebert, 2006
      - Zylindrischer Laternenhai (Etmopterus carteri Springer & Burgess, 1985)
      - Etmopterus caudistigmus Last, Burgess & Séret, 2002
      - Etmopterus compagnoi Fricke & Koch, 1990
      - Kammzahn-Laternenhai (Etmopterus decacuspidatus Chan, 1966)
      - Etmopterus dianthus Last, Burgess & Séret, 2002
      - Etmopterus dislineatus Last, Burgess & Séret, 2002
      - Etmopterus evansi Last, Burgess & Séret, 2002
      - Etmopterus fusus Last, Burgess & Séret, 2002
      - Breitgebänderter Laternenhai (Etmopterus gracilispinis Krefft, 1968)
      - Südlicher Laternenhai (Etmopterus granulosus (Günther, 1880))
      - Karibischer Laternenhai (Etmopterus hillianus (Poey, 1861))
      - Etmopterus joungi Knuckey, Ebert & Burgess, 2011
      - Etmopterus lailae Ebert et al., 2017
      - Kleinaugen-Laternenhai (Etmopterus litvinovi Parin & Kotlyar, 1990)
      - Schwarzbauch-Laternenhai (Etmopterus lucifer Jordan & Snyder, 1902)
      - Schmalschwanz-Laternenhai (Etmopterus molleri (Whitley, 1939))
      - Zwerg-Laternenhai (Etmopterus perryi Springer & Burgess, 1985)
      - Afrikanischer Laternenhai (Etmopterus polli Bigelow, Schroeder & Springer, 1953)
      - Großer Schwarzer Dornhai (Etmopterus princeps Collett, 1904)
      - Etmopterus pseudosqualiolus Last, Burgess & Séret, 2002
      - Glatter Schwarzer Dornhai (Etmopterus pusillus (Lowe, 1839))
      - Dichtschuppiger Laternenhai (Etmopterus pycnolepis Kotlyar, 1990)
      - Etmopterus robinsi Schofield & Burgess, 1997
      - Etmopterus samadiae White et al., 2017
      - Etmopterus schmidti (Dolganov, 1986), Status unsicher, möglicherweise Synonym von Etmopterus molleri
      - Fransenflossen-Laternenhai (Etmopterus schultzi Bigelow, Schroeder & Springer, 1953)
      - Dorniger Laternenhai (Etmopterus sentosus Bass, D'Aubrey & Kistnasamy, 1976)
      - Kleiner Schwarzer Dornhai (Etmopterus spinax (Linnaeus, 1758))
      - Prachtvoller Laternenhai (Etmopterus splendidus Yano, 1988)
      - Etmopterus tasmaniensis Myagkov & Pavlov in Gubanov, Kondyurin & Myagkov, 1986
      - Brauner Laternenhai (Etmopterus unicolor (Engelhardt, 1912))
      - Hawaiianischer Laternenhai (Etmopterus villosus Gilbert, 1905)
      - Grüner Laternenhai (Etmopterus virens Bigelow, Schroeder & Springer, 1953)

    - Gattung: † Microetmopterus Siverson, 1993
    - Gattung: Miroscyllium Shirai & Nakaya, 1990
      - Raspelzahn-Dornhai (Miroscyllium sheikoi (Dolganov, 1986))

    - Gattung: † Proetmopterus Siverson, 1993
    - Gattung: Trigonognathus Mochizuki & Ohe, 1990
      - Vipern-Dornhai (Trigonognathus kabeyai Mochizuki & Ohe, 1990)

  - Familie: Schweinshaie (Oxynotidae Gill, 1872)
    - Gattung: Schweinshaie (Oxynotus Rafinesque, 1810)
      - Stachelige Meersau (Oxynotus bruniensis (Ogilby, 1893))
      - Karibische Meersau (Oxynotus carribbaeus Cervigón, 1961)
      - Gefleckte Meersau (Oxynotus centrina (Linnaeus, 1758))
      - Japanische Meersau (Oxynotus japonicus Yano & Murofushi, 1985)
      - Graue Meersau (Oxynotus paradoxus Frade, 1929)

  - Familie: Schlafhaie (Somniosidae Jordan, 1888)
    - Gattung: Centroscymnus Barbosa du Bocage & de Brito Capello, 1864
      - Portugiesendornhai (Centroscymnus coelolepis Barbosa du Bocage & de Brito Capello, 1864)
      - Langnasen-Samtdornhai (Centroscymnus crepidater (Barbosa du Bocage & de Brito Capello, 1864))
      - Centroscymnus macracanthus Regan, 1906
      - Centroscymnus owstonii Garman, 1906

    - Gattung: Proscymnodon Fowler, 1934
      - Großstachel-Samtdornhai (Proscymnodon macracanthus Regan, 1906)
      - Plunkethai (Proscymnodon plunketi (Waite, 1910))

    - Gattung: Scymnodalatias Garrick, 1956
      - Weißschwanz-Dornhai (Scymnodalatias albicauda Taniuchi & Garrick, 1986)
      - Azoren-Samthai (Scymnodalatias garricki Kukuyev & Konovalenko, 1988)
      - Wenigzahn-Dornhai (Scymnodalatias oligodon Kukuyev & Konovalenko, 1988)
      - Sherwood-Dornhai (Scymnodalatias sherwoodi (Archey, 1921))

    - Gattung: Scymnodon Barbosa du Bocage & de Brito Capello, 1864
      - Kleinmaul-Samtdornhai (Scymnodon obscurus (Vaillant, 1888)) (Möglicherweise Synonym von Zameus squamulosus)
      - Messerzahn-Dornhai (Scymnodon ringens Barbosa du Bocage & de Brito Capello, 1864)

    - Gattung: Somniosus Lesueur, 1818
      - Südlicher Schlafhai (Somniosus antarcticus Whitley, 1939)
      - Somniosus longus (Tanaka, 1912)
      - Grönlandhai (Somniosus microcephalus (Bloch & Schneider, 1801))
      - Pazifischer Schlafhai (Somniosus pacificus Bigelow & Schroeder, 1944)
      - Kleiner Schlafhai (Somniosus rostratus (Risso, 1827))

    - Gattung: Zameus Jordan & Fowler, 1903
      - Japanischer Samtdornfisch (Zameus ichiharai (Yano & Tanaka, 1984))
      - Samtdornhai (Zameus squamulosus (Günther, 1877))

  - Familie: Dornhaie (Squalidae Blainville, 1816)
    - Gattung: Cirrhigaleus Tanaka, 1912
      - Rauhaut-Dornhai (Cirrhigaleus asper (Merrett, 1973))
      - Südlicher Mandarinschnauz-Dornhai (Cirrhigaleus australis White, Last & Stevens, 2007)
      - Mandarinschnauz-Dornhai (Cirrhigaleus barbifer Tanaka, 1912)

    - Gattung: Squalus Linnaeus, 1758
      - Dornhai (Squalus acanthias Linnaeus, 1758)
      - Squalus acutipinnis Regan, 1908 (möglicherweise Synonym von Squalus megalops)
      - Squalus acutirostris (Chu, Meng & Li, 1984) (möglicherweise Synonym von Squalus mitsukurii)
      - Squalus albicaudus Viana et al., 2016
      - Östlicher Hochflossen-Dornhai (Squalus albifrons Last, White & Stevens, 2007)
      - Westlicher Hochflossen-Dornhai (Squalus altipinnis Last, White & Stevens, 2007)
      - Squalus bahiensis Viana et al., 2016
      - Squalus bassi Viana et al., 2017
      - Langnasen-Dornhai (Squalus blainville (Risso, 1827))
      - Squalus brevirostris Tanaka, 1917
      - Großkopf-Dornhai (Squalus bucephalus Last, Séret & Pogonoski, 2007)
      - Grünaugen-Dornhai (Squalus chloroculus Last, White & Motomura, 2007)
      - Fettdorn-Dornhai (Squalus crassispinus Last, Edmunds & Yearsley, 2007)
      - Kubanischer Dornhai (Squalus cubensis Howell Rivero, 1936)
      - Edmunds Dornhai (Squalus edmundsi White, Last & Stevens, 2007)
      - Squalus formosus White & Iglésias, 2011
      - Östlicher Langnasen-Dornhai (Squalus grahami White, Last & Stevens, 2007)
      - Nördlicher Dornhai (Squalus griffini Phillipps, 1931)
      - Indonesischer Kurzschnauzen-Dornhai (Squalus hemipinnis White, Last & Yearsley, 2007)
      - Japanischer Dornhai (Squalus japonicus Ishikawa, 1908)
      - Squalus lalannei Baranes, 2003
      - Squalus lobularis Viana et al., 2016
      - Squalus mahia Viana et al., 2017
      - Squalus margaretsmithae Viana et al., 2017
      - Kurznasen-Dornhai (Squalus megalops (Macleay, 1881))
      - Schwarzschwanz-Dornhai (Squalus melanurus Fourmanoir & Rivaton, 1979)
      - Kleinspitzen-Dornhai (Squalus mitsukurii Jordan & Snyder, 1903)
      - Indonesischer Grünaugen-Dornhai (Squalus montalbani Whitley, 1931)
      - Westlicher Langnasen-Dornhai (Squalus nasutus Last, Marshall & White, 2007)
      - Streifschwanz-Dornhai (Squalus notocaudatus Last, White & Stevens, 2007)
      - Cyrano-Dornhai (Squalus rancureli Fourmanoir & Rivaton, 1979)
      - Kermadec-Dornhai (Squalus raoulensis Duffy & Last, 2007)
      - Squalus suckleyi (Girard, 1855)
      - Squalus quasimodo Viana et al., 2016

### Echinorhiniformes
- Ordnung der Echinorhiniformes de Carvalho, 1996
  - Familie: Nagelhaie (Echinorhinidae Gill, 1862)
    - Gattung: Nagelhaie (Echinorhinus Blainville, 1816)
      - Nagelhai oder Brombeerhai (Echinorhinus brucus (Bonnaterre, 1788))
      - Stacheliger Hai (Echinorhinus cookei Pietschmann, 1928)
      - † Echinorhinus pfauntschi Pfeil, 1983

### Engelhaiartige (Squatiniformes)
- Ordnung der Engelhaiartigen (Squatiniformes Duméril, 1806)
  - Familie: Engelhaie (Squatinidae Bonaparte, 1838)
    - Gattung: † Pseudorhina Jaekel, 1898
    - Gattung: Engelhaie (Squatina Duméril, 1806)
      - Sägerücken-Engelhai (Squatina aculeata Cuvier, 1829)
      - Afrikanischer Engelhai (Squatina africana Regan, 1908)
      - Östlicher Engelhai (Squatina albipunctata Last & White, 2008)[18]
      - Argentinischer Engelhai (Squatina argentina (Marini, 1930))
      - Dornrücken-Engelhai (Squatina armata (Philippi, 1887))
      - Australischer Engelhai (Squatina australis Regan, 1906)
      - Squatina caillieti Walsh, Ebert & Compagno, 2011[19]
      - Pazifischer Engelhai (Squatina californica Ayres, 1859)
      - Atlantischer Engelhai (Squatina dumeril Lesueur, 1818)
      - Taiwanischer Engelhai (Squatina formosa Shen & Ting, 1972)
      - Guggenheim-Engelhai (Squatina guggenheim Marini, 1936)
      - Squatina heteroptera Castro-Aguirre, Pérez & Campos, 2006[20]
      - Japanischer Engelhai (Squatina japonica Bleeker, 1858)
      - Indonesischer Engelhai (Squatina legnota Last & White, 2008)[18]
      - Mexikanischer Engelhai (Squatina mexicana Castro-Aguirre, Pérez & Campos, 2006)[20]
      - Getrübter Engelhai (Squatina nebulosa Regan, 1906)
      - Glatter Engelhai (Squatina oculata Bonaparte, 1840)
      - Westlicher Engelhai (Squatina pseudocellata Last & White, 2008)[18]
      - Gepunkteter Engelhai (Squatina punctata Marini, 1936)
      - Gemeiner Engelhai oder Meerengel (Squatina squatina (Linnaeus, 1758))
      - Ornaten-Engelhai (Squatina tergocellata McCulloch, 1914)
      - Squatina tergocellatoides Chen, 1963

### Sägehaiartige (Pristiophoriformes)
- Ordnung der Sägehaiartigen (Pristiophoriformes Berg, 1958)
  - Familie: Sägehaie (Pristiophoridae Bleeker, 1859)
    - Gattung: Pliotrema Regan, 1906
      - Annas Sechskiemer-Sägehai (Pliotrema annae Weigmann, Gon, Leeney & Temple, 2020)
      - Kajas Sechskiemer-Sägehai (Pliotrema kajae Weigmann, Gon, Leeney & Temple, 2020)
      - Warrens Sechskiemer-Sägehai (Pliotrema warenni Regan, 1906)

    - Gattung: Pristiophorus Müller & Henle, 1837
      - Langnasen-Sägehai (Pristiophorus cirratus (Latham, 1794))
      - Tropischer Sägehai (Pristiophorus delicatus Yearsley, Last & White, 2008)[21]
      - Japanischer Sägehai (Pristiophorus japonicus Günther, 1870)
      - Zwerg-Sägehai (Pristiophorus nancyae Ebert & Cailliet, 2011)
      - Kurznasen-Sägehai (Pristiophorus nudipinnis Günther, 1870)
      - Bahamas-Sägehai (Pristiophorus schroederi Springer & Bullis, 1960)
      - Philippinischer Sägehai (Pristiophorus lanae Ebert & Wilms, 2013)[22]

### † Protospinaciformes
- Ordnung der † Protospinaciformes Underwood, 2006
  - Familie: † Protospinacidae Woodward, 1919
    - Gattung: † Protospinax Woodward, 1919

## Kladogramm
Die verwandtschaftlichen Beziehungen der verschiedenen Haiordnungen gibt folgendes Kladogramm wieder:
|  | Ammenhaiartige (Orectolobiformes)                                                                 |
|  |                                                                                                   |
|  | \| \| Makrelenhaiartige (Lamniformes) \| \| \| \| \| \| Grundhaie (Carcharhiniformes) \| \| \| \| |
|  |                                                                                                   |
|  | Makrelenhaiartige (Lamniformes)                                                                   |
|  |                                                                                                   |
|  | Grundhaie (Carcharhiniformes)                                                                     |
|  |                                                                                                   |

|  | Makrelenhaiartige (Lamniformes) |
|  |                                 |
|  | Grundhaie (Carcharhiniformes)   |
|  |                                 |

|  | Ammenhaiartige (Orectolobiformes)                                                                 |
|  |                                                                                                   |
|  | \| \| Makrelenhaiartige (Lamniformes) \| \| \| \| \| \| Grundhaie (Carcharhiniformes) \| \| \| \| |
|  |                                                                                                   |
|  | Makrelenhaiartige (Lamniformes)                                                                   |
|  |                                                                                                   |
|  | Grundhaie (Carcharhiniformes)                                                                     |
|  |                                                                                                   |

|  | Makrelenhaiartige (Lamniformes) |
|  |                                 |
|  | Grundhaie (Carcharhiniformes)   |
|  |                                 |

|  | Echinorhiniformes                                                                                 |
|  |                                                                                                   |
|  | \| \| Engelhaie (Squatiniformes) \| \| \| \| \| \| Sägehaiartige (Pristiophoriformes) \| \| \| \| |
|  |                                                                                                   |
|  | Engelhaie (Squatiniformes)                                                                        |
|  |                                                                                                   |
|  | Sägehaiartige (Pristiophoriformes)                                                                |
|  |                                                                                                   |

|  | Engelhaie (Squatiniformes)         |
|  |                                    |
|  | Sägehaiartige (Pristiophoriformes) |
|  |                                    |

|  | Echinorhiniformes                                                                                 |
|  |                                                                                                   |
|  | \| \| Engelhaie (Squatiniformes) \| \| \| \| \| \| Sägehaiartige (Pristiophoriformes) \| \| \| \| |
|  |                                                                                                   |
|  | Engelhaie (Squatiniformes)                                                                        |
|  |                                                                                                   |
|  | Sägehaiartige (Pristiophoriformes)                                                                |
|  |                                                                                                   |

|  | Engelhaie (Squatiniformes)         |
|  |                                    |
|  | Sägehaiartige (Pristiophoriformes) |
|  |                                    |

|  | Echinorhiniformes                                                                                 |
|  |                                                                                                   |
|  | \| \| Engelhaie (Squatiniformes) \| \| \| \| \| \| Sägehaiartige (Pristiophoriformes) \| \| \| \| |
|  |                                                                                                   |
|  | Engelhaie (Squatiniformes)                                                                        |
|  |                                                                                                   |
|  | Sägehaiartige (Pristiophoriformes)                                                                |
|  |                                                                                                   |

|  | Engelhaie (Squatiniformes)         |
|  |                                    |
|  | Sägehaiartige (Pristiophoriformes) |
|  |                                    |

|  | Echinorhiniformes                                                                                 |
|  |                                                                                                   |
|  | \| \| Engelhaie (Squatiniformes) \| \| \| \| \| \| Sägehaiartige (Pristiophoriformes) \| \| \| \| |
|  |                                                                                                   |
|  | Engelhaie (Squatiniformes)                                                                        |
|  |                                                                                                   |
|  | Sägehaiartige (Pristiophoriformes)                                                                |
|  |                                                                                                   |

|  | Engelhaie (Squatiniformes)         |
|  |                                    |
|  | Sägehaiartige (Pristiophoriformes) |
|  |                                    |

|  | Ammenhaiartige (Orectolobiformes)                                                                 |
|  |                                                                                                   |
|  | \| \| Makrelenhaiartige (Lamniformes) \| \| \| \| \| \| Grundhaie (Carcharhiniformes) \| \| \| \| |
|  |                                                                                                   |
|  | Makrelenhaiartige (Lamniformes)                                                                   |
|  |                                                                                                   |
|  | Grundhaie (Carcharhiniformes)                                                                     |
|  |                                                                                                   |

|  | Makrelenhaiartige (Lamniformes) |
|  |                                 |
|  | Grundhaie (Carcharhiniformes)   |
|  |                                 |

|  | Ammenhaiartige (Orectolobiformes)                                                                 |
|  |                                                                                                   |
|  | \| \| Makrelenhaiartige (Lamniformes) \| \| \| \| \| \| Grundhaie (Carcharhiniformes) \| \| \| \| |
|  |                                                                                                   |
|  | Makrelenhaiartige (Lamniformes)                                                                   |
|  |                                                                                                   |
|  | Grundhaie (Carcharhiniformes)                                                                     |
|  |                                                                                                   |

|  | Makrelenhaiartige (Lamniformes) |
|  |                                 |
|  | Grundhaie (Carcharhiniformes)   |
|  |                                 |

|  | Echinorhiniformes                                                                                 |
|  |                                                                                                   |
|  | \| \| Engelhaie (Squatiniformes) \| \| \| \| \| \| Sägehaiartige (Pristiophoriformes) \| \| \| \| |
|  |                                                                                                   |
|  | Engelhaie (Squatiniformes)                                                                        |
|  |                                                                                                   |
|  | Sägehaiartige (Pristiophoriformes)                                                                |
|  |                                                                                                   |

|  | Engelhaie (Squatiniformes)         |
|  |                                    |
|  | Sägehaiartige (Pristiophoriformes) |
|  |                                    |

|  | Echinorhiniformes                                                                                 |
|  |                                                                                                   |
|  | \| \| Engelhaie (Squatiniformes) \| \| \| \| \| \| Sägehaiartige (Pristiophoriformes) \| \| \| \| |
|  |                                                                                                   |
|  | Engelhaie (Squatiniformes)                                                                        |
|  |                                                                                                   |
|  | Sägehaiartige (Pristiophoriformes)                                                                |
|  |                                                                                                   |

|  | Engelhaie (Squatiniformes)         |
|  |                                    |
|  | Sägehaiartige (Pristiophoriformes) |
|  |                                    |

|  | Echinorhiniformes                                                                                 |
|  |                                                                                                   |
|  | \| \| Engelhaie (Squatiniformes) \| \| \| \| \| \| Sägehaiartige (Pristiophoriformes) \| \| \| \| |
|  |                                                                                                   |
|  | Engelhaie (Squatiniformes)                                                                        |
|  |                                                                                                   |
|  | Sägehaiartige (Pristiophoriformes)                                                                |
|  |                                                                                                   |

|  | Engelhaie (Squatiniformes)         |
|  |                                    |
|  | Sägehaiartige (Pristiophoriformes) |
|  |                                    |

|  | Echinorhiniformes                                                                                 |
|  |                                                                                                   |
|  | \| \| Engelhaie (Squatiniformes) \| \| \| \| \| \| Sägehaiartige (Pristiophoriformes) \| \| \| \| |
|  |                                                                                                   |
|  | Engelhaie (Squatiniformes)                                                                        |
|  |                                                                                                   |
|  | Sägehaiartige (Pristiophoriformes)                                                                |
|  |                                                                                                   |

|  | Engelhaie (Squatiniformes)         |
|  |                                    |
|  | Sägehaiartige (Pristiophoriformes) |
|  |                                    |

## Belege
Die Systematik folgt der systematischen Darstellung von Leonard Compagno u. a. 2005. Für Arten, die nach der Veröffentlichung beschrieben wurden, sollten Belege angegeben werden:
1. 1 2  Peter R. Last, Justin A. Chidlow: Two new wobbegong sharks, Orectolobus floridus sp. nov. and O. parvimaculatus sp. nov. (Orectolobiformes: Orectolobidae), from southwestern Australia. In: Zootaxa. 1673, 2008, S. 49–67 (Volltext (PDF-Datei; 15 kB)).
2. ↑  Peter R. Last, Justin A. Chidlow, Leonard J. V. Compagno: A new wobbegong shark, Orectolobus hutchinsi n. sp. (Orectolobiformes: Orectolobidae) from southwestern Australia. In: Zootaxa. 1239, 2006, S. 35–48 (Volltext (PDF-Datei; 14 kB)).
3. ↑  P. R. Last, J. J. Pogonoski, W. T. White: A new wobbegong shark, Orectolobus leptolineatus sp. nov., from the western Central Pacific. In: P. P. Last, W. T. White, J. J. Pogonoski (Hrsg.): Descriptions of new sharks and rays from Borneo. (= CSIRO Marine and Atmospheric Research Paper. Nr. 32), 2010, S. 1–16 (Volltext; PDF; 7,6 MB).
4. ↑  
P. R. Last, H. Motomura, W. T. White: Cephaloscyllium albipinnum sp. nov., a new swell shark (Carcharhihiformes: Scyliorhinidae) from Southeastern Australia. In: P. R. Last W. T. White, J. J. Pogonoski (Hrsg.): Descriptions of New Australian Chondrichthyans. (= CSIRO Marine and Atmospheric Research Paper. Nr. 22), 2008.
5. ↑  
P. R. Last, B. Séret, W. T. White: New swellsharks (Cephaloscyllium: Scyliorhinidae) from the Indo-Australian region. In: P. R. Last W. T. White, J. J. Pogonoski (Hrsg.): Descriptions of New Australian Chondrichthyans. (= CSIRO Marine and Atmospheric Research Paper. Nr. 22), 2008.
6. ↑  
William T. White, Fahmi Fahmi, Simon Weigmann: A New Genus and Species of Catshark (Carcharhiniformes: Scyliorhinidae) from eastern Indonesia. In: Zootaxa. Band 4691, Nr. 5, 2019, S. 444–460, doi:10.11646/zootaxa.4691.5.2.
7. ↑  
Karla D. A. Soares, Marcelo R. De Carvalho: The catshark genus Scyliorhinus (Chondrichthyes: Carcharhiniformes: Scyliorhinidae): taxonomy, morphology and distribution. In: Zootaxa. Band 4601, Nr. 1, 2019, S. 1–147, doi:10.11646/zootaxa.4601.1.1.
8. ↑  
Karla D. A. Soares, Ulisses L. Gomes, Marcelo R. De Carvalho: Taxonomic review of catsharks of the Scyliorhinus haeckelii group, with the description of a new species (Chondrichthyes: Carcharhiniformes: Scyliorhinidae). In: Zootaxa. Band 4066, Nr. 5, 2016, S. 501–534, doi:10.11646/zootaxa.4066.5.1.
9. 1 2  William T. White: A redescription of Carcharhinus dussumieri and C. sealei, with resurrection of C. coatesi and C. tjutjot as valid species (Chondrichthyes: Carcharhinidae). In: Zootaxa. Band 3241, 2012, S. 1–34.
10. ↑  William T. White, Simon Weigmann: Carcharhinus humani sp. nov., a new whaler shark (Carcharhiniformes: Carcharhinidae) from the western Indian Ocean. In: Zootaxa. Band 3821, Nr. 1, 2014, S. 71–87.
11. ↑  
William T. White, Peter M. Kyne, Mark Harris: Lost before Found: A New Species of Whaler Shark Carcharhinus obsolerus from the Western Central Pacific known only from Historic Records. In: PLoS ONE. Band 14, Nr. 1, 2019, e0209387, doi:10.1371/journal.pone.0209387
12. ↑  L. J. V. Compagno, W. T. White, P. R. Last: Glyphis garricki sp. nov., a new species of river shark (Carcharhiniformes: Carcharhinidae) from northern Australia and Papua New Guinea, with a redescription of Glyphis glyphis (Müller & Henle, 1839). In: P. R. Last, W. T. White, J. J. Pogonoski (Hrsg.): Descriptions of new Australian Chondrichthyans (= CSIRO Marine and Atmospheric Research. Nr. 22). 2008, ISBN 978-1-921424-18-2, S. 203–226.
13. ↑  L. J. V. Compagno, W. T. White, R. D. Cavanagh: Glyphis fowlerae sp. nov., a new species of river shark (Carcharhiniformes; Carcharhinidae) from northeastern Borneo. In: P. P. Last, W. T. White, J. J. Pogonoski (Hrsg.): Descriptions of new sharks and rays from Borneo. (= CSIRO Marine and Atmospheric Research Paper. Nr. 32), 2010, S. 29–44 (Volltext; PDF; 7,6 MB).
14. ↑  W. T. White, P. P. Last, G. J. P. Naylor, M. Harris: Resurrection and redescription of the Borneo Broadfin Shark Lamiopsis tephrodes (Fowler, 1905) (Carcharhiniformes, Carcharhinidae). In: P. P. Last, W. T. White, J. J. Pogonoski (Hrsg.): Descriptions of new sharks and rays from Borneo. (= CSIRO Marine and Atmospheric Research Paper. Nr. 32), 2010, S. 45–60 (Volltext; PDF; 7,6 MB).
15. ↑  W. T. White, P. P. Last, G. J. P. Naylor: Scoliodon macrorhynchos (Bleeker, 1858), a second species of spadenose shark from the Western Pacific (Carcharhiniformes, Carcharhinidae). In: P. P. Last, W. T. White, J. J. Pogonoski (Hrsg.): Descriptions of new sharks and rays from Borneo. (= CSIRO Marine and Atmospheric Research Paper. Nr. 32), 2010, S. 45–60 (Volltext; PDF; 7,6 MB).
16. ↑  Joseph M. Quattro, William B. III Driggers, James M. Grady, Glenn F. Ulrich, Mark A. Roberts: Sphyrna gilberti sp. nov., a new hammerhead shark (Carcharhiniformes, Sphyrnidae) from the western Atlantic Ocean. In: Zootaxa. Band 3702, Nr. 2, 2013, doi:10.11646/zootaxa.3702.2.5.
17. ↑  D. A. Ebert, L. J. V. Compagno: Chlamydoselachus africana, a new species of frilled shark from southern Africa (Chondrichthyes, Hexanchiformes, Chlamydoselachidae). In: Zootaxa. Band 2173, 2009, S. 1–18.
18. 1 2 3  P. R. Last, W. T. White: Three new angel sharks (Chondrichthyes:Squatinidae) from the Indo-Australian region. In: Zootaxa. Band 1734, S. 1–26.
19. ↑  J. H. Walsh, D. A. Ebert, L. J. V. Compagno: Squatina caillieti sp. nov., a new species of angel shark (Chondrichthyes: Squatiniformes: Squatinidae) from the Philippine Islands. In: Zootaxa. Band 2759, 2011, S. 49–59.
20. 1 2  J. L. Castro-Aguirre, H. E. Pérez, L. H. Campos: Dos nuevas especies del género Squatina (Chondrichthyes: Squatinidae) del Golfo de México. In: Rev. Biol. Trop. (Int. J. Trop. Biol.) Band 54, Nr. 3, 2006, S. 1031–1040.
21. ↑  G. K. Yearsley, P. R. Last, W. T. White: A new species of sawshark, Pristiophorus delicatus sp. nov. (Pristiophoriformes: Pristiophoridae), from northeastern Australia. In: P. R. Last, W. T. White, J. J. Pogonoski (Hrsg.): Descriptions of New Australian Chondrichthyans (= CSIRO Marine and Atmospheric Research. Nr. 22). Hobart 26. Juni 2008, S. 23–34.
22. ↑  David A. Ebert, Hana A. Wilms: Pristiophorus lanae sp. nov., a new sawshark species from the Western North Pacific, with comments on the genus Pristiophorus Müller & Henle, 1837 (Chondrichthyes: Pristiophoridae). In: Zootaxa. Band 3752, Nr. 1, 2013, S. 86–100, doi:10.11646/zootaxa.3752.1.7.
23. ↑  
Gavin J. P. Naylor, Janine N. Caira, Kirsten Jensen, Kerri A. M. Rosana, Nicolas Straube, Clemens Lakner: A Mitochondrial Estimate Based on 595 Species. In: Jeffrey C. Carrier, John A. Musick, Michael R. Heithaus: Biology of Sharks and Their Relatives (Marine Biology). Verlag: Crc Pr Inc, 2012, ISBN 1-4398-3924-7. PDF bei Researchgate